# Viktor Bouniakovski
Viktor Iakovlevitch Bouniakovski (en russe : Виктор Яковлевич Буняковский ; 1804, Bar – 1889, Saint-Pétersbourg) est un mathématicien russe, membre, puis vice-président de l'Académie des sciences de Saint-Pétersbourg.
Il a travaillé dans le domaine de la mécanique théorique et de la théorie des nombres (conjecture de Bouniakovski). Il est crédité de la découverte de l'inégalité de Cauchy-Schwarz dans le cas de dimension infinie, en 1859, soit de nombreuses années avant Hermann Amandus Schwarz.